# Skajboty
Skajboty (deutsch Skaibotten) ist ein Ort in der polnischen Woiwodschaft Ermland-Masuren. Er gehört zur Gmina Barczewo (Stadt-und-Land-Gemeinde Wartenburg in Ostpreußen) im Powiat Olsztyński (Kreis Allenstein).

## Geographische Lage
Skajboty liegt im Westen der Woiwodschaft Ermland-Masuren, 13 Kilometer östlich der Kreis- und Woiwodschaftshauptstadt Olsztyn (deutsch Allenstein).

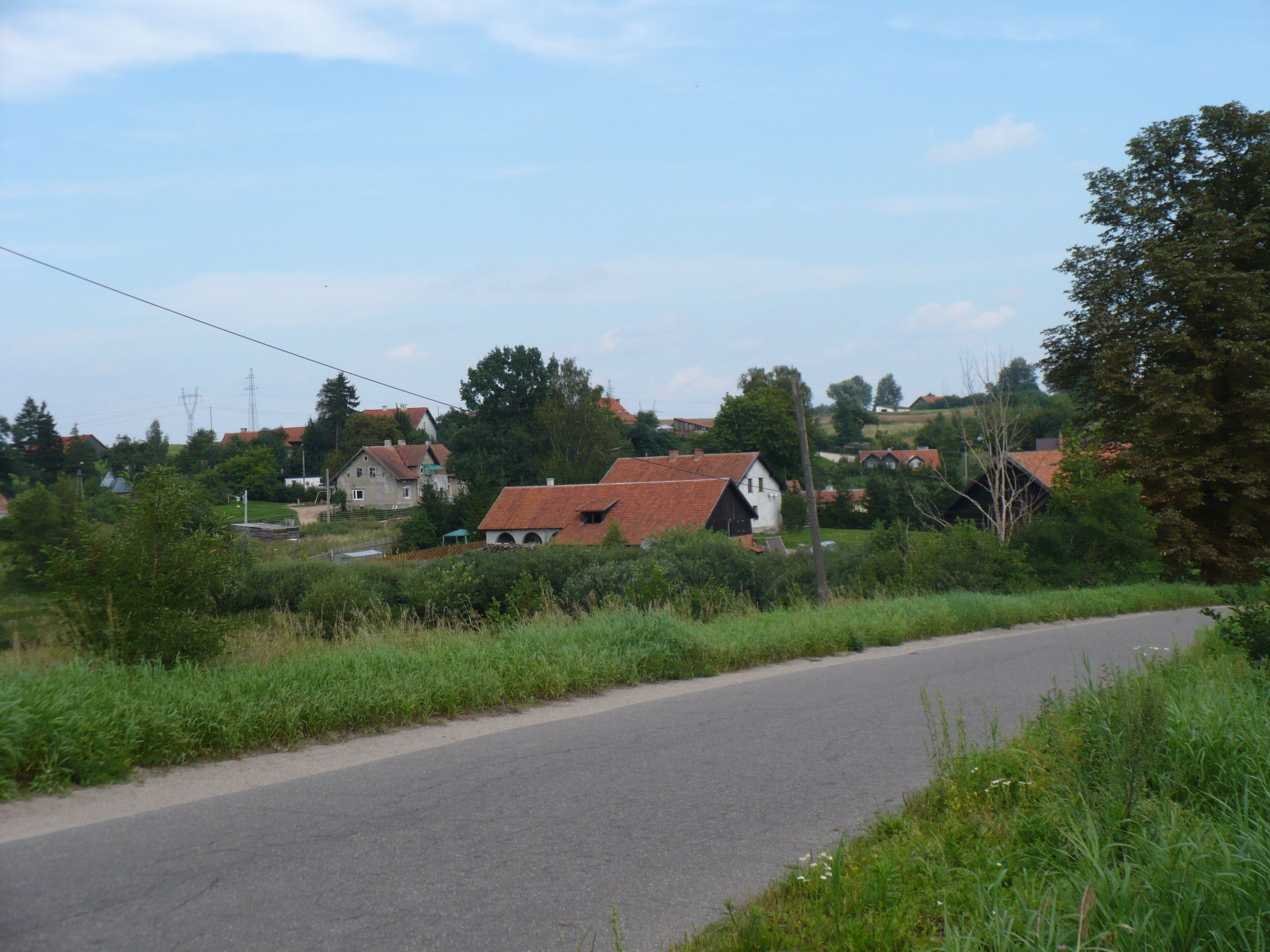
Dorfansicht I

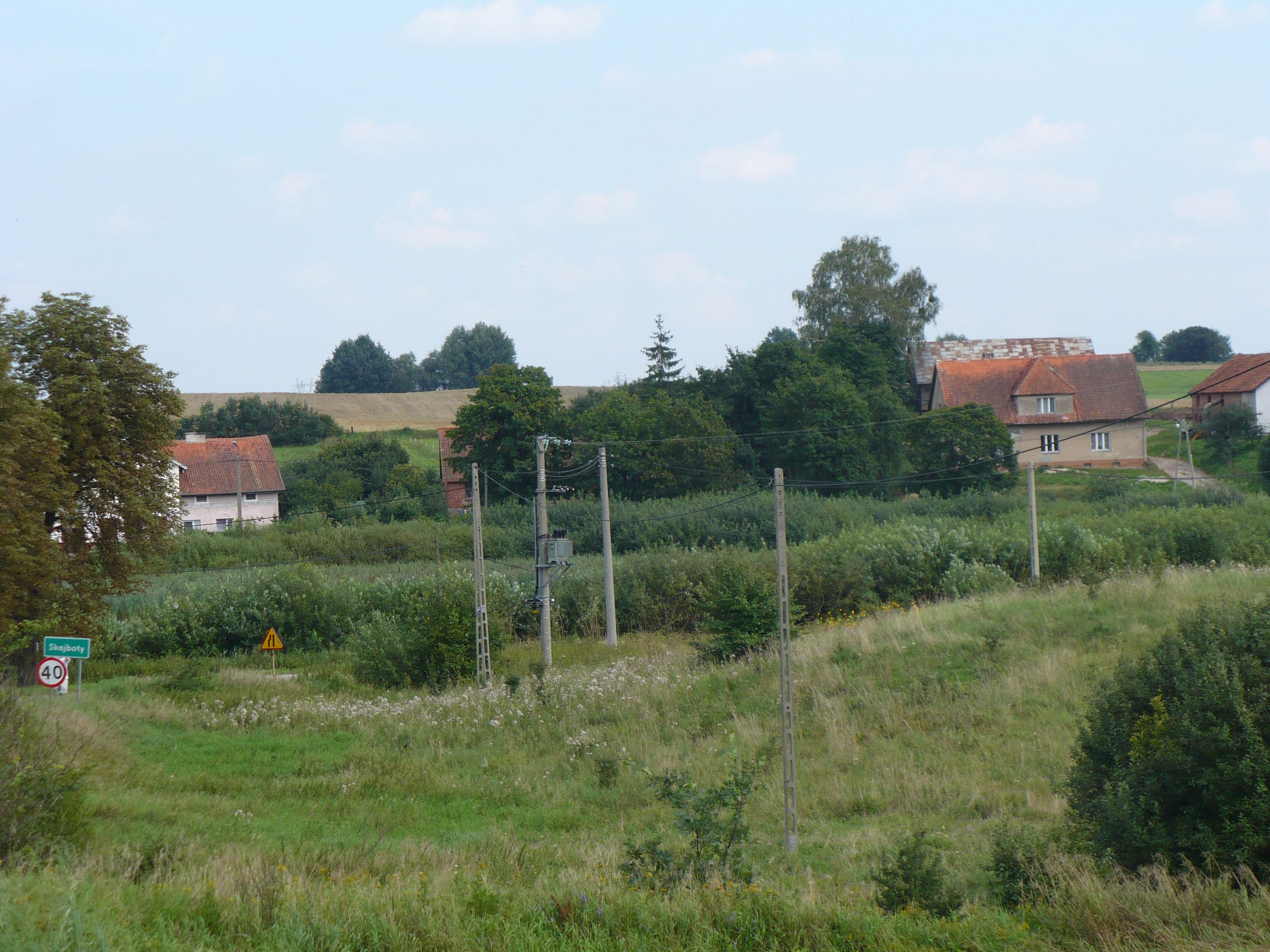
Dorfansicht II

## Geschichte
Das damalige Dorf Schaybothen (vor 1820 Skaybotten) mit einem Weiher in seiner Mitte wurde 1362 gegründet: am 11. November jenes Jahres erhielt der Schulze Heinrich von Laysen Wald und Heide nach preußischem Recht zur Gründung des Dorfs. 1487 verkauft die Witwe Sophia von Schayboth das Dorf an das Domkapitel.
Im Jahre 1772 hatte Skaibotten 223 Einwohner, im Jahre 1820 als königliches Bauerndorf 43 Feuerstellen bei 223 Einwohnern, und am 3. Dezember 1861 wurden anlässlich einer Volkszählung 62 Wohngebäude bei 501 Einwohnern genannt.
Zwischen 1874 und 1945 war Skaibotten in den Amtsbezirk Mokainen (polnisch Mokiny) im ostpreußischen Kreis Allenstein eingegliedert. Die Einwohnerzahl des Dorfs stieg bis 1910 auf 648 und belief sich 1933 auf 590 bzw. 1939 auf 554.
Anlässlich der Abtretung des gesamten südlichen Ostpreußen an Polen im Jahre 1945 als Kriegsfolge erhielt Skaibotten die polnische Namensform „Skajboty“. Heute ist das Dorf Sitz eines Sołectwo (= „Schulzenamt“) innerhalb der Stadt-und-Land-Gemeinde Barczewo (Wartenburg i. Ostpr.) im Powiat Olsztyński, 1875 bis 1998 der Woiwodschaft Olsztyn, seither der Woiwodschaft Ermland-Masuren zugehörig. Die Zahl der Einwohner Skajbotys belief sich 2011 auf 264.

## Kirche
Bis 1945 war Skaibotten in die evangelische Kirche Allenstein (polnisch Olsztyn) in der Kirchenprovinz Ostpreußen der Kirche der Altpreußischen Union, außerdem in die römisch-katholische Kirche Groß Kleeberg eingepfarrt.
Der Bezug Skajbotys zum jetzt Klebark Wielki genannten katholischen Pfarrort besteht weiterhin, heute zum Erzbistum Ermland zugehörig. Evangelischerseits gehören die Einwohner Skajbotys nun zur bisherigen, jetzt Christus-Erlöser-Kirche in Olsztyn, die der Diözese Masuren der Evangelisch-Augsburgischen Kirche in Polen zugeordnet ist.

## Verkehr
Skajboty liegt an einer Nebenstraße, die bei Barczewo (Wartenburg i. Ostpr.) von der – jetzt im Ausbau zur Schnellstraße begriffenen – polnischen Landesstraße 16 (einstige deutsche Reichsstraße 127) abzweigt und bis nach Silice (Quidlitz) führt. Eine Bahnanbindung besteht nicht.